# Karl Flinner
Karl Flinner (* 8. Februar 1922; † 29. Juni 1990) war ein deutscher Fußballspieler.

## Karriere
Flinner kam als Torhüter für Borussia Fulda und Wilhelmshaven 05 zum Einsatz. Von 1941 bis 1943 spielte er für die seit 25. Juli 1941 mit den Reichsbahnern zur Reichsbahn SG Borussia Fulda fusionierten Spielgemeinschaft in der Gauliga Kurhessen, die 1941 der Gauliga Hessen – als eine von seinerzeit 16, später auf 23 aufgestockten Gauligen als höchste Spielklasse zur Zeit des Nationalsozialismus im Deutschen Reich – nachgefolgt ist, zum Einsatz. Am Saisonende gewann er mit der Spielgemeinschaft die Gaumeisterschaft Kurhessen, im Jahr darauf belegte er mit ihr den dritten Platz. Da er in der Saison 1943/44 noch bis Dezember für die Mannschaft aktiv gewesen ist, sie zu Beginn des Jahres 1944 jedoch verließ, hatte er an der erneut errungenen Gaumeisterschaft Kurhessen Anteil daran. Für die Spielgemeinschaft kam er je einmal in der Endrunde um die Deutsche Meisterschaft und im Wettbewerb um den Tschammerpokal zum Einsatz: Am 10. Mai 1942 verlor er die Begegnung mit dem SV Dessau 05 mit 0:2 in Qualifikationsrunde und am 22. August 1943 die Erstrundenbegegnung mit dem Dresdner SC mit 1:13.
Von Januar bis Juni 1944 – inzwischen nach Norddeutschland gelangt – spielte er für Wilhelmshaven 05 in der Gruppe Oldenburg/Friesland – neben der Gruppe Bremen und der Gruppe Osnabrück – eine von dreien in der Gauliga Weser-Ems. Mit seiner Mannschaft setzte er sich im anschließenden Finalturnier als Sieger durch. In der sich anschließenden Endrunde um die Deutsche Meisterschaft bestritt er das am 16. April 1944 bei Eintracht Braunschweig mit 2:1 n. V. gewonnene Pokal-Erstrundenspiel, wie auch das am 14. Mai 1944 beim LSV Hamburg mit 2:4-verlorene Achtelfinale. Zuvor wurde er am 4. März 1944 in Cloppenburg als Torhüter der Militärfußballmannschaft Rote Jäger beim 6:0-Sieg über die Spielgemeinschaft LSV Ahlhorn/Reichsbahn Cloppenburg – vorwiegend aus Soldaten der Wehrmacht bestehend – eingesetzt.
Die Roten Jäger spielten mit:
Karl Flinner (Wilhelmshaven 05) – Siegfried „Friedel“ Klagges (SG Wattenscheid 09), Hermann Koch (Schwaben Augsburg) – Werner Humpert (Sportfreunde Dresden), Alfons Moog (VfL Köln 1899), Bruno Klaffke (Duisburger FV 08) – Karl-Heinz Höger (SV Dessau 05), Franz Hanreiter (SK Admira Wien), Walter Bammes (SpVgg Fürth), Fritz Walter (1. FC Kaiserslautern), Richard Leonhardt (Planitzer SC).

## Erfolge
- Gaumeister Weser-Ems 1944
- Gaumeister Kurhessen 1942, 1944